# Eduardo Mendoza
Eduardo Mendoza (pseudonym Ricardo Medina, * 11. ledna 1943, Barcelona) je katalánský spisovatel, píšící španělsky, který se stal v roce 2015 laureátem Ceny Franze Kafky.

## Biografie
Jeho rodiči byli Eduardo Mendoza Arias-Carvajal a Cristina Garriga Alemana. Jako vystudovaný právník (1966) pracoval v letech 1973–1982 jako tlumočník pro OSN v New Yorku.
Roku 2013 mu byla udělena Evropská knižní cena (šp. Premio del Libro Europeo) za knihu Riña de gatos: Madrid 1936. O tři roky později se stal laureátem prestižní Cervantesovy ceny.

### České překlady ze španělštiny
- Nesvatí svatí. 2018 , Vyšehrad, ISBN 978-80-7429-812-7
- Podivuhodná cesta Pomponia Flata (orig. 'El asombroso viaje de Pomponio Flato'). 1. vyd. Garamond, 2008. Edice: Transatlantika. 180 S. Překlad: Jana Novotná
- Pravda o případu Savolta (orig. 'La verdad sobre el caso Savolta'). 1. vyd. Praha: Odeon, 1975. 322 S. Překlad: Petr Koutný